# Liste der Rekorde der MiG-25

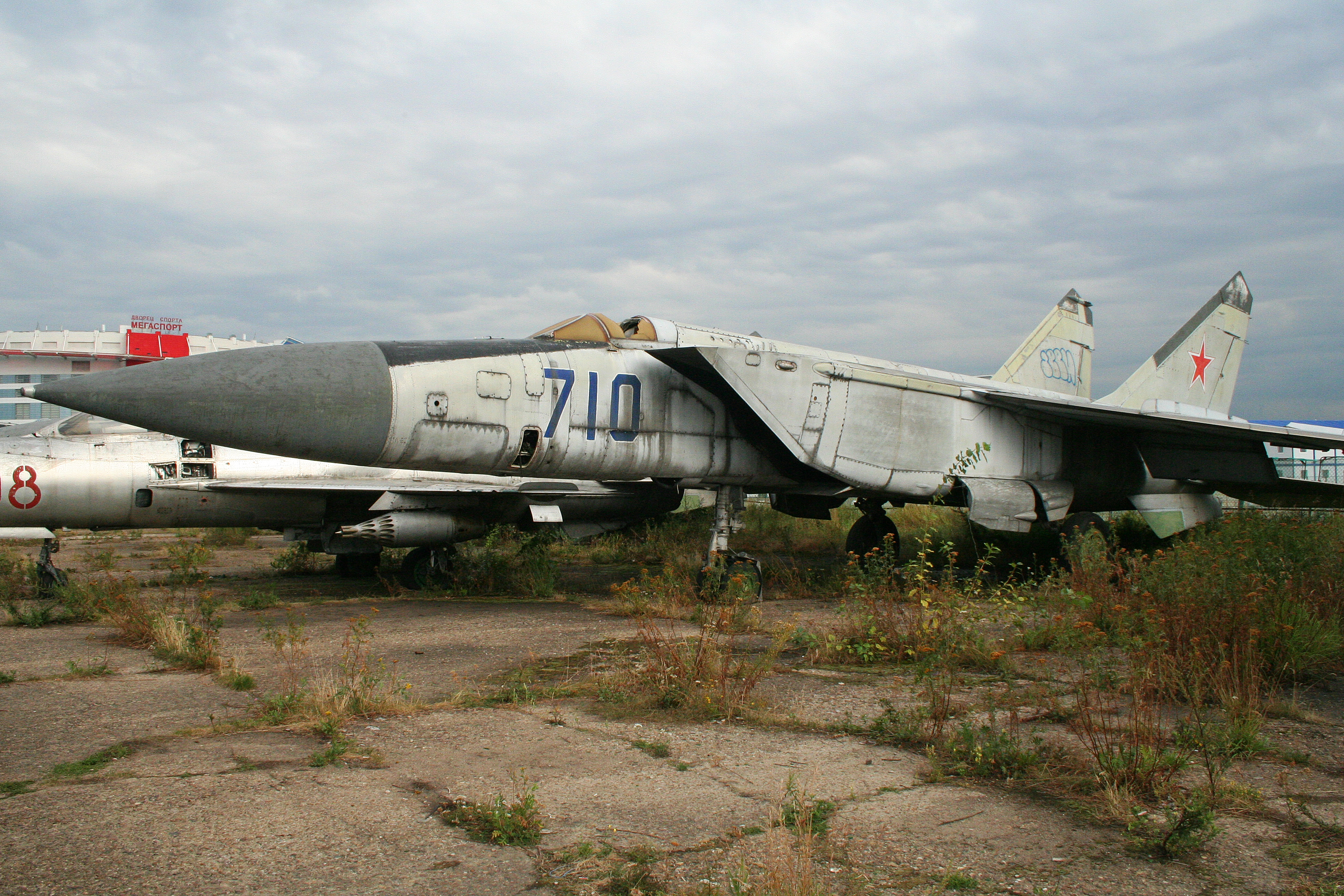
Je-155M

Die Liste der Rekorde der MiG-25 enthält die insgesamt 29 Weltrekorde, die von 1965 bis 1978 mit der MiG-25 aufgestellt wurden, darunter drei Absolutrekorde. 14 Weltrekorde blieben unübertroffen. Die MiG-25 ist mit Blick auf die Rekorde eines der erfolgreichsten Überschallflugzeuge.

## Modelle und Typen
Für die Rekordflüge wurden sechs Flugzeuge verschiedener Varianten genutzt:
- Je-266: Je-155R-1, Je-155R-3 und Je-155P-1: 18 Rekorde (darunter 13 Rekorde mit der Je-155R-3)
- Je-266M (MiG-25RB № 601 und № 703): 7 Rekorde
- Je-133 (MiG-25PU № 51): 4 Rekorde

## Piloten
Die Rekorde wurden von fünf Testpiloten aufgestellt:
| Name                             | Rekorde | darunter Absolutrekorde |
| -------------------------------- | ------- | ----------------------- |
| Alexander Wassiljewitsch Fedotow | 16      | 2 Absolutrekorde        |
| Pjotr Maximowitsch Ostapenko     | 6       | -                       |
| Michail Michailowitsch Komarow   | 2       | 1 Absolutrekord         |
| Boris Antonowitsch Orlow         | 1       | -                       |
| Swetlana Jewgenjewna Sawizkaja   | 4       | -                       |

## Rekorde der Je-266
Die Je-266 wurde mit der Tumanski R-15B-300 Triebwerk ausgestattet, dessen Schubkraft 100 kN betrug. Die Serienversion des Aufklärungsflugzeugs wurde dagegen mit der verstärkten Version R-15BD-300 mit einer Schubkraft von 110 kN ausgestattet.
| Datum            | Flugzeug  | Pilot        | Art des Rekords                                           | Erreichte Werte | FAI-Kategorie |
| ---------------- | --------- | ------------ | --------------------------------------------------------- | --------------- | ------------- |
| 16. März 1965    | Je-155R-1 | A. Fedotow   | Geschwindigkeit auf 1000-km-Rundkurs ohne Nutzlast        | 2319,12 km/h    | C-1           |
| 16. März 1965    | Je-155R-1 | A. Fedotow   | Geschwindigkeit auf 1000-km-Rundkurs mit 1000 kg Nutzlast | 2319,12 km/h    | C-1           |
| 16. März 1965    | Je-155R-1 | A. Fedotow   | Geschwindigkeit auf 1000-km-Rundkurs mit 2000 kg Nutzlast | 2319,12 km/h    | C-1           |
| 5. Oktober 1967  | Je-155R-3 | M. Komarow   | Geschwindigkeit auf 500-km-Rundkurs ohne Nutzlast         | 2981,5 km/h     | C-1           |
| 5. Oktober 1967  | Je-155R-3 | M. Komarow   | Geschwindigkeit auf Rundkurs                              | 2981,5 km/h     | C-Absolut     |
| 5. Oktober 1967  | Je-155P-1 | A. Fedotow   | Höhe mit 1000 kg Nutzlast                                 | 29.977 m        | C-1           |
| 5. Oktober 1967  | Je-155P-1 | A. Fedotow   | Höhe mit 2000 kg Nutzlast                                 | 29.977 m        | C-1           |
| 27. Oktober 1967 | Je-155R-3 | P. Ostapenko | Geschwindigkeit auf 1000-km-Rundkurs ohne Nutzlast        | 2920,67 km/h    | C-1           |
| 27. Oktober 1967 | Je-155R-3 | P. Ostapenko | Geschwindigkeit auf 1000-km-Rundkurs mit 1000 kg Nutzlast | 2920,67 km/h    | C-1           |
| 27. Oktober 1967 | Je-155R-3 | P. Ostapenko | Geschwindigkeit auf 1000-km-Rundkurs mit 2000 kg Nutzlast | 2920,67 km/h    | C-1           |
| 8. April 1973    | Je-155R-3 | A. Fedotow   | Geschwindigkeit auf 100-km-Rundkurs                       | 2605,10 km/h    | C-1           |
| 4. Juni 1973     | Je-155R-3 | B. Orlow     | Steigzeit auf 20.000 m                                    | 2 min 49,8 s    | C-1           |
| 4. Juni 1973     | Je-155R-3 | P. Ostapenko | Steigzeit auf 25.000 m                                    | 3 min 12,6 s    | C-1           |
| 4. Juni 1973     | Je-155R-3 | P. Ostapenko | Steigzeit auf 30.000 m                                    | 4 min 3,86 s    | C-1           |
| 25. Juli 1973    | Je-155R-3 | A. Fedotow   | Höhe mit 1000 kg Nutzlast                                 | 35.230 m        | C-1           |
| 25. Juli 1973    | Je-155R-3 | A. Fedotow   | Höhe mit 2000 kg Nutzlast                                 | 35.230 m        | C-1           |
| 25. Juli 1973    | Je-155R-3 | A. Fedotow   | Höhe ohne Nutzlast                                        | 36.240 m        | C-1           |
| 25. Juli 1973    | Je-155R-3 | A. Fedotow   | Absolute Höhe                                             | 36.240 m        | C-Absolut     |

Am 30. Oktober 1967 stürzte die Je-155P-1 bei einem Versuch des 20.000 m Steigzeitrekords ab. Der Testpilot Igor Lesnikow kam ums Leben.

## Rekorde der Je-266M
Siehe Hauptartikel Mikojan-Gurewitsch Je-155M.
| Datum           | Flugzeugtyp | Pilot        | Art des Rekords           | Erreichte Werte | FAI-Kategorie |
| --------------- | ----------- | ------------ | ------------------------- | --------------- | ------------- |
| 17. Mai 1975    | № 601       | A. Fedotow   | Steigzeit auf 25.000 m    | 2 min 34,2 s    | C-1           |
| 17. Mai 1975    | № 601       | P. Ostapenko | Steigzeit auf 30.000 m    | 3 min 9,7 s     | C-1           |
| 17. Mai 1975    | № 601       | A. Fedotow   | Steigzeit auf 35.000 m    | 4 min 11,3 s    | C-1           |
| 22. Juli 1977   | № 703       | A. Fedotow   | Höhe mit 1000 kg Nutzlast | 37.080 m        | C-1           |
| 22. Juli 1977   | № 703       | A. Fedotow   | Höhe mit 2000 kg Nutzlast | 37.080 m        | C-1           |
| 31. August 1977 | № 703       | A. Fedotow   | Höhe ohne Nutzlast        | 37.650 m        | C-1           |
| 31. August 1977 | № 703       | A. Fedotow   | Absolute Höhe             | 37.650 m        | C-Absolut     |

## Rekorde der Je-133 (Kategorie Frauen)
| Datum            | Flugzeugtyp | Pilot        | Art des Rekords                      | Erreichte Werte |
| ---------------- | ----------- | ------------ | ------------------------------------ | --------------- |
| 22. Juni 1975    | № 51        | S. Sawizkaja | Geschwindigkeit über 15 km und 25 km | 2683,45 km/h    |
| 31. August 1977  | № 51        | S. Sawizkaja | Flughöhe                             | 21.210 m        |
| 21. Oktober 1977 | № 51        | S. Sawizkaja | Geschwindigkeit auf 500-km-Rundkurs  | 2466,31 km/h    |
| 12. April 1978   | № 51        | S. Sawizkaja | Geschwindigkeit auf 1000-km-Rundkurs | 2333,00 km/h    |

Für die Rekorde wurden Fedotow 1973 und 1977 sowie Komarow 1967 von der Fédération Aéronautique Internationale (FAI) mit der de-la-Vaulx-Medaille ausgezeichnet. Fedotow wurde darüber hinaus 1974 die goldene Luftmedaille verliehen.

## Unübertroffene Rekorde
Drei der Rekorde der Je-266 (Geschwindigkeit auf 100-km-Rundkurs, Geschwindigkeit auf 500-km-Rundkurs und Geschwindigkeit auf 1000-km-Rundkurs mit 2000 kg Nutzlast) sowie alle Rekorde der Je-266M und Je-133 blieben unübertroffen. Aufgrund der Änderung der FAI-Regeln sind allerdings alle Rekorde mit Ausnahme des absoluten Höhenrekords (37.650 m) überholt.

## Weitere Leistungen
- Die Je-266 flog langsamer als die Serienversionen. Die Je-155P-3 erreichte mit vier Wympel-R-40-Raketen und entsprechend großem Luftwiderstand 2900 km/h Geschwindigkeit, die Serienversion dagegen 3000 km/h und die Je-155M mehr als 3200 km/h.[3]
- Während des Rekordflugs am 31. August 1977 flog die Je-266M auf einer Höhe von 18 km mit 3000 km/h Geschwindigkeit in einem Winkel von 48 Grad zum Horizont.
- Während des Steigzeitrekords betrug die maximale Steiggeschwindigkeit mehr als 500 m/s.
- Während des Rekordflugs auf dem 500 km Rundkurs lag die Geschwindigkeit zwischen 2500 km/h (in einer Kurve) und 3500 km/h (auf geraden Abschnitten), die g-Kraft erreichte dabei 3 g.
- Während des Rekordflugs auf dem 100 km Rundkurs betrug die einfache Geschwindigkeit 3000 km/h mit einer fast kontinuierlichen g-Kraft von 3,5 bis 4 g.
- Mit der Je-266 und Je-266M wurden auf gerader Strecke zwischen 15 und 25 km keinerlei Geschwindigkeitsrekorde aufgestellt. Nach den Regeln der FAI für Rekordflüge darf das Flugzeug während eines Fluges zur Erzielung der Rekordgeschwindigkeit eine Höhendifferenz von 100 m nicht überschreiten. Diese Anforderung konnte die MiG-25 bei Geschwindigkeiten über 3000 km/h nicht erfüllen.

## Höhenrekord
Mit der Je-266 wurde kein Versuch unternommen, den Höhenrekord der YF-12 (24.462 m) im Horizontalflug zu übertreffen. Der Grund hierfür war, dass die Test- und Rekordflüge der MiG-25 auf 54–55 Grad nördlicher Breite (Schukowski, Oblast Moskau), alle Rekordflüge der YF-12 und SR-71 hingegen auf 34–35 Grad nördlicher Breite durchgeführt wurden (Edwards und Beil Air Force Bases). Dieser lokale Unterschied hätte einem Vorteil von mehr als 1 km Flughöhe entsprochen, da bei einer Flughöhe von mehr als 20.000 m in äquatornahen Breitengraden im Vergleich zu nördlichen Breitengraden die Lufttemperatur sinkt: Über der russischen Halbinsel Kola beträgt die Lufttemperatur in dieser Höhe beispielsweise −49 °C und die MiG-25R erreicht die rund 20.000 m Flughöhe. Über Israel herrschen in dieser Höhe hingegen −70 °C, womit eine Horizontalflughöhe von 24.000 m erreicht werden kann, da die kältere Luft eine höhere Dichte aufweist und damit den Schub der Triebwerke erhöht. Alle Flüge der SR-71 in südlichen Breitengraden wurden darüber hinaus in 25.000 m Flughöhe (über Vietnam oder dem Mittleren Osten) durchgeführt, Flüge in nördlicheren Breitengraden (über der Halbinsel Kola) hingegen in nicht mehr als 22–23.000 m Höhe.
Die Je-155M hingegen flog so hoch (das voll bewaffnete Flugzeug erreicht mehr als 24.200 m im Horizontalflug), dass sie über der Stadt Schukowski sogar den Rekord der YF-12 zu übertreffen vermochte. Mit den ersten Informationen, welche die Amerikaner über die Je-155M erhalten hatten, stellten sie 1976 mit der SR-71 den neuen Höhenrekord von 25.929 m auf. Dennoch wurde mit der Je-155M der Versuch unternommen, diesen Höhenrekord zu übertreffen. Entsprechend den Regeln der FAI hat ein Flugzeug den früheren Rekord um mindestens 3 % zu übertreffen, um einen neuen Höhenrekord aufzustellen. Somit lag die Höhenmarke der Je-155M bei mehr als 26.700 m. Mit einer sich dabei ergebenden g-Kraft von rund 1 g zu fliegen, war im Horizontalflug jedoch praktisch unmöglich. Durch einen Flug auf einer besonders abschüssigen Parabel sowie durch großes fliegerisches Können war es dem Testpiloten dennoch möglich, den neuen Rekord aufzustellen. Während eines erfolgreichen Probeflugs erreichte die Je-155M № 703 mit Testpilot A. Fastowets über einen 25 km langen Abschnitt eine g-Kraft von ca. 1 und annähernd eine Höhe von 27.000 m. Der nachfolgende Rekordflugversuch musste allerdings bei Geschwindigkeiten über Mach 3 wegen Beschädigung der Flugzeugstruktur durch Überhitzung abgebrochen werden.